# The Deele
The Deele war eine amerikanische Soul- und Synth-Funk-Band aus Cincinnati, Ohio, durch die Babyface und L.A. Reid bekannt wurden. Von 1983 bis 1988 platzierten sich drei Alben der Gruppe in den Billboard 200 und zwei Singles in den Billboard Hot 100. Noch erfolgreicher war The Deele in den Billboard R&B-Charts, wo sich neben den drei Alben acht Singles platzieren konnten.

## Bandgeschichte
Bobby G. Summers und L.A. Reid gründeten The Deele 1981 in Cincinnati, Ohio. Mit dabei waren Leadsänger Carlos „Satin“ Greene, Darnell „Dee“ Bristol, Stanley Burke und Kevin Roberson. Etwas später kam Babyface dazu, der zuvor Mitglied der Funkband Manchild war, die 1977 einen kleinen R&B-Hit mit Especially for You hatte.
The Deele erhielt einen Plattenvertrag bei Dick Griffeys Label Solar und hatte 1983 den ersten Hit, Body Talk. Das Lied erreichte Platz 3 der R&B- und Platz 77 der Popcharts. Daraufhin stieg das zugehörige Album Street Beat auf Platz 9 der R&B- und Platz 78 der Popcharts. Weitere Auskopplungen, die sich 1984 in der R&B-Hitliste platzieren konnte, sind Just My Luck (Platz 25) und Surrender (Platz 66).
Das Album Material Thangz wurde 1985 veröffentlicht, blieb aber hinter den Erwartungen zurück. In den R&B-Charts stieg die Platte auf Platz 29, in den Popcharts auf Platz 155. Der ausgekoppelte Titeltrack kam auf Platz 14 der R&B-Charts, die Folgesingle Suspicious lediglich auf Platz 66. In der Folgezeit machten sich Reid und Babyface Namen als Songwriter und Produzenten, beispielsweise für The Whispers’ Rock Steady und Pebbles’ Girlfriend, die 1987 jeweils Platz 1 der R&B-Charts erklommen.
Der Erfolg der beiden Musiker verhalf auch dem 1987er The-Deele-Album Eyes of a Stranger zu großer Beachtung. Die Platte kam auf Platz 5 der R&B- sowie Platz 54 der Popcharts und wurde mit Gold ausgezeichnet. Zwar kam die erste Auskopplung, Can-U-Dance, nicht über Platz 48 der R&B-Charts hinaus, dafür entwickelte sich die Folgesingle Two Occasions zum größten Hit der Band und kletterte auf Platz 4 der R&B- und Platz 10 der Popcharts. Letzter Charterfolg der Formation ist Shoot ’Em Up Movies, das 1988 Platz 10 der R&B-Charts erreichte.
Anschließend wurde die Karriere der Band unterbrochen, als Babyface und L. A. Reid ihre Karrieren als Produzenten und Songwriter fortsetzten. Nach mehrjähriger Pause wurde The Deele 1993 reaktiviert, allerdings ohne Babyface, Reid und Roberson. Das im Januar erschienene Album An Invitation to Love verfehlte die Charts, woraufhin die Band erneut aufgelöst wurde. Über zehn Jahre später kamen Greene, Bristol, Roberson und Burke zusammen, um die Band wiederzubeleben. Sie veröffentlichten 2007 die Singles The Only 1 und All I Want for Christmas. Das für 2008 angekündigte Album erschien nicht. The Deele trat bis in die 2010er Jahre weiter auf.

## Diskografie

### Studioalben
| Jahr | Titel Musiklabel Katalog-Nr.   | Höchstplatzierung, Gesamtwochen, AuszeichnungChartplatzierungen (Jahr, Titel, Musiklabel Katalog-Nr., Platzierungen, Wochen, Auszeichnungen, Anmerkungen) | Höchstplatzierung, Gesamtwochen, AuszeichnungChartplatzierungen (Jahr, Titel, Musiklabel Katalog-Nr., Platzierungen, Wochen, Auszeichnungen, Anmerkungen) | Anmerkungen                                                                    |
| Jahr | Titel Musiklabel Katalog-Nr.   | US | R&B | Anmerkungen                                                                    |
| ---- | ------------------------------ | --- | --- | ------------------------------------------------------------------------------ |
| 1983 | Street Beat Solar 60285        | US78 (19 Wo.)US | R&B9 (37 Wo.)R&B | Erstveröffentlichung: Dezember 1983 Produzent: Reggie Calloway                 |
| 1985 | Material Thangz Solar 60410    | US155 (8 Wo.)US | R&B29 (14 Wo.)R&B | Erstveröffentlichung: Juni 1985 Produzenten: Antonio Reid, Kenneth Edmonds     |
| 1987 | Eyes of a Stranger Solar 72555 | US54 Gold · (25 Wo.)US | R&B5 (40 Wo.)R&B | Erstveröffentlichung: 22. Juli 1987 Produzenten: Antonio Reid, Kenneth Edmonds |

Weitere Studioalben:
- 1993: An Invitation to Love (Solar 72571)

### Kompilationen
- 1994: Greatest Hits (Solar 82078)
- 1996: The Best of the Deele (feat. L. A. Reid und Babyface; Deepbeats 001)
- 2002: Shoot ’Em Up: The Best of the Deele (Castle Music 529)

### Singles
| Jahr | Titel Album                            | Höchstplatzierung, Gesamtwochen, AuszeichnungChartplatzierungen (Jahr, Titel, Album, Platzierungen, Wochen, Auszeichnungen, Anmerkungen) | Höchstplatzierung, Gesamtwochen, AuszeichnungChartplatzierungen (Jahr, Titel, Album, Platzierungen, Wochen, Auszeichnungen, Anmerkungen) | Anmerkungen |
| Jahr | Titel Album                            | US | R&B | Anmerkungen |
| ---- | -------------------------------------- | --- | --- | --- |
| 1983 | Body Talk Street Beat                  | US77 (8 Wo.)US | R&B3 (22 Wo.)R&B | Erstveröffentlichung: Oktober 1983 Autoren: Melvin Gentry, Antonio Reid, Stanley Burke, Carl Greene                    |
| 1984 | Just My Luck Street Beat               | — | R&B25 (14 Wo.)R&B | Erstveröffentlichung: Februar 1984 Autor: Kenny Edmonds                                                                |
| 1984 | Surrender Street Beat                  | — | R&B66 (7 Wo.)R&B | Erstveröffentlichung: Juli 1984 Autoren: Bill Simmons, Bobby Lovelace, Darnell Bristol                                 |
| 1985 | Material Thangz                        | — | R&B14 (14 Wo.)R&B | Erstveröffentlichung: April 1985 Autor: Carlos Greene                                                                  |
| 1985 | Suspicious Material Thangz             | — | R&B66 (8 Wo.)R&B | Erstveröffentlichung: August 1985 Autoren: Carlos Greene, Darryl Simmons, Kevin Robertson, Antonio Reid, Kenny Edmonds |
| 1987 | Can-U-Dance Eyes of a Stranger         | — | R&B48 (10 Wo.)R&B | Erstveröffentlichung: Juli 1987 Autoren: Carlos Greene, Dwain Mitchell, Antonio Reid,                                  |
| 1987 | Two Occasions Eyes of a Stranger       | US10 (21 Wo.)US | R&B4 (24 Wo.)R&B | Erstveröffentlichung: November 1987 Autoren: Antonio Reid, Darnell Bristol, Sid Johnson                                |
| 1988 | Shoot ’Em Up Movies Eyes of a Stranger | — | R&B10 (15 Wo.)R&B | Erstveröffentlichung: Mai 1988 Autor: Kenny Nolan                                                                      |

Weitere Singles
- 1983: Video Villain
- 1993: Imagination
- 2007: The Only One
- 2007: All I Want for Christmas